# Akvakultur (vandlevende organismer)
 For alternative betydninger, se Akvakultur. (Se også artikler, som begynder med Akvakultur)
Akvakultur er dyrkning eller opdræt af vandlevende organismer såsom fisk, krebsdyr, snegle og vandplanter.

Akvakultur omfatter kultivering af populationer i ferskvand, brakvand og saltvand under styrede betingelser – og står i modsætning til kommerciel fiskeri, som fanger vilde havdyr.

## Havbrug
Havbrug refererer til akvakultur i havet. Der er en betydelig produktion af både fisk, skaldyr og tang i havbrug verden over. Kommercielt havbrug har både en række fordele og ulemper i sammenligning med almindeligt fiskeri.

### Fordele
Ved havbrug, mindsker man risikoen for overfiskning af de vildtlevende bestande, såsom 'Blue Marlin' tun. Man kan i flere tilfælde, som f.eks, ved dyrkning af muslinger på reb, undgå bundtrawl som ellers kan gøre skade i havmiljøet på en række niveauer. Man har normalt bedre kontrol over dyrenes sundhedstilstand og kan optimere ernæringen og dermed fødevarernes kvalitet. Man sparer udgifter til transport, da havbrugene ligger tæt på land, oftest i fjorde eller sund, hvor der ikke er så stærke stømme som på åbent hav. Man sparer penge til fiskegrej i forhold til f.eks. fiskerierhvervet, der må investere i trawlere, dyre fiskekvoter, trawl og andet grej. Der spares også på ansatte, da der ikke kræves så mange personer til at fodre fiskene, som der gør til i fisketrawlere, hvor maskiner skal passes, kokke skal lave mad til mandskabet, skipper og styrmand skal styre skibet samt mandskab som skal kaste trawlet og hale det ind igen. Ved havbruge kan ejeren også styre produktionen efter priserne på verdensmarkedet og sætte et bestemt antal yngel ud alt efter hvor mange voksne fisk ønsker nogle måneder senere. Fordelen ved havbrug i forhold til fangst af vild fisk er også at man ikke skal ud og lede efter fisken, man ved præcis hvor den er.

### Ulemper
Der kan dog også være en række ulemper forbundet ved havbrug, som man må have for øje, især hvis der slækkes på den faglige kvalitet i driften. De tætlevende bestande kan være mere sårbare overfor sygdomsudbrud, hvis ikke de har så meget plads og hvis ikke man er opmærksom på det omgivende havs udvikling og tilstand. Bryder sygdomme først ud kan store dele af populationen rammes eller gå til meget hurtigt. Man risikerer også at genmanipulerede (GMO) populationer slipper fri i naturen og indgår i konkurrence med de vildtlevende bestande på uheldige måder. Desuden kan det være svært at tage hensyn til visse arters naturlige levevis i små havbrug. Søger man ikke for at optimere fodermængderne og rense sine anlæg, kan de gøre stor skade på det omkringliggende havmiljø, ved lækning af for mange næringsstoffer. Det kan bl.a. lede til eutrofiering og ødelæggelse af flora og fauna. Andre problemer kan være skadelige ændringer i det omkringliggende miljø, for at gøre plads til havbruget. Det er bl.a. set i forbindelse med store reje-farme i syd-øst Asien, hvor der er fældet store Mangrove områder, hvilket har ledet til en række miljø-problemer.

### Opdrættet laks på Færøerne
På Færøerne er lakseopdræt blevet meget vigtig for økonomien. I 2016 stammede omtrent halvdelen af Færøernes eksportværdi i kroner fra opdrættet laks, andelen af laks var på 3,7 milliarder af Færøernes samlede eksport på knap 8 milliarder kroner. Laksene opdrættes i ringe, som ligger i de bedst egnede fjorde. Laksebrugene ejes og drives af tre virksomheder: Bakkafrost er den største, de andre to er Marine Harvest og Hiddenfjord. 

### Billeder
- Muslinge-farm i New Zealand. Her dyrkes muslinger på reb, der hænger frit i vandsøjlen.
- Lakse-havbrug i Færøerne, her mellem de største øer Streymoy og Eysturoy.
- Bakkafrost har bygget disse to skibe, der bl.a. skal bekæmpe lakselus med miljøvenlige metoder, hvor ferskvand og lunkent havvand bruges.

## Dambrug
Dambrug referer til akvakultur i vandbeholdere som f.eks. damme eller akvarier).